# Виняткові прості групи Лі
Виняткові прості групи Лі — назва деяких простих груп Лі.
G2, F4, E6, E7, E8 — так звані виняткові випадки. Ці випадки вважаються «винятковими», тому що вони не потрапляють в нескінченний ряд груп зростаючої розмірності. З точки зору кожної групи окремо, в них немає нічого незвичайного. Ці виняткові групи були виявлені в 1890 в класифікації простих алгебр Лі над комплексними числами (Вільгельм Кіллінг, пізніше — Елі Картан). Протягом деякого часу було проведено дослідження питання, щоб знайти конкретні шляхи, в яких вони виникають, наприклад, як групи симетрій диференціальної системи.